# نونو فالينتي
نونو جورج بريرا سيلفا فالنتي (بالبرتغالية: Nuno Valente‏)، من مواليد 12 سبتمبر 1974 في لشبونة في البرتغال، لاعب كرة قدم برتغالي سابق.
بدأ مسيرته الكروية مع نادي بورتيمونينسي في موسم 1993/1994، ولعب معهم 26 مباراة وسجل هدف واحد، وفي عام 1994 انتقل إلى نادي سبورتنغ لشبونة، ولعب معهم حتى عام 1996، وشارك معهم في 18 مباراة، وفي موسم 1996/1997 لعب مع نادي ماريتيمو، وشارك معهم في 30 مباراة، وفي عام 1997 انتقل إلى نادي سبورتنغ لشبونة، ولعب معهم حتى عام 1999، وشارك معهم في 18 مباراة وسجل هدف واحد، وفي عام 1999 انتقل إلى نادي ليريا، ولعب معهم حتى عام 2002، وشارك معهم في 87 مباراة وسجل هدفين، وفي عام 2002 انتقل إلى نادي بورتو، ولعب معهم حتى عام 2005، وشارك معهم في 56 مباراة، ومنذ عام 2005 وهو يلعب مع نادي إيفرتون الإنجليزي.
و قد بدأ مسيرته مع منتخب البرتغال لكرة القدم في عام 2002.

## مسيرته الكروية
لعب نونو فالينتي خلال مسيرته الاحترافية مع 6 أندية في ستة عشر موسمًا وسجل خلالها 4 أهداف ضمن 280 مباراة. حيث فاز في موسمين بالكأس وفي موسمين بالدوري.
خاض نونو فالينتي مسيرته مع نادي بورتيمونينسي في موسم 1993–94 لمدة موسم واحد، مشاركًا في 26 مباراة سجل خلالها هدفًا واحدًا. ثم انتقل إلى نادي سبورتينغ لشبونة في موسم 1994–95 في المرة الأولى ولمدة موسمين ثم في موسم 1997–98 ولمدة موسمين، حيث شارك طوالها في 36 مباراة سجل خلالها هدفًا واحدًا أيضًا. لينتقل بعدها إلى نادي ماريتيمو في موسم 1996–97 لمدة موسم واحد، مشاركًا في 30 مباراة ولم يسجل أي هدف. ثم انتقل إلى نادي أونياو ليريا في موسم 1999–00 واستمر معه طيلة ثلاثة مواسم، مشاركًا في 87 مباراة سجل خلالها هدفين. هذا وانتقل لاحقًا إلى نادي بورتو في موسم 2002–03 واستمر معه طيلة ثلاثة مواسم، مشاركًا في 56 مباراة ولم يسجل أي هدف. ثم انتقل بعدها إلى نادي إيفرتون في موسم 2005–06 ليلعب معه أربعة مواسم، مشاركًا في 45 مباراة ولم يسجل أي هدف أيضًا.

## روابط خارجية
- نونو فالينتي على موقع الاتحاد الدولي (مؤرشف)  (الإنجليزية)
- نونو فالينتي على موقع الاتحاد الأوربي (الإنجليزية)
- نونو فالينتي على موقع قاعدة بيانات كرة القدم.إي يو (الإنجليزية)
- نونو فالينتي على موقع ليكيب (الفرنسية)
- نونو فالينتي على موقع ناشيونال فوتبول تيمز (الإنجليزية)
- نونو فالينتي على موقع Soccerbase.com (لاعب) (الإنجليزية)
- نونو فالينتي على موقع Soccerway.com (الإنجليزية)
- نونو فالينتي على موقع عالم كرة القدم.نت (الإنجليزية)
- نونو فالينتي على موقع كووورة